# Dilan (nombre)
Dilan es un nombre propio ambiguo de origen kurdo. Significa "el o la que trae amor". Dil significa corazón o amor y an, puede ser sufijo que indique pluralidad o bien puede ser que se refiera a ani que significa portador-a. Por tanto podría significar Corazones, amores, o el o la que trae amor. En la región kurda de Turquía es más empleado para mujeres y en la región kurda de Iraq es más común para hombres.
Es un nombre muy común en Turquía, Iraq, Siria y en Europa principalmente en Alemania y Austria donde existe una población turca y kurda muy importante.